# Sebastián Rulli
Sebastián Óscar Rulli (ur. 6 lipca 1975 w Buenos Aires) – argentyński aktor telewizyjny i model, występujący w Meksyku. Sławę w wielu krajach świata zdobył dzięki roli Héctora Ferrera w telenoweli Cena marzeń z Bárbarą Mori.

## Życiorys

### Wczesne lata
Urodził się w Buenos Aires, w Argentynie. Wychowywał się z trójką rodzeństwa.

### Kariera
Karierę rozpoczął jako model na wybiegach w Mediolanie, Paryżu, Zurychu, Tokio i Miami. W 1995 jako dudziestolatek został zaproszony do udziału w argentyńskiej telenoweli Montaña rusa, otra vuelta. W 1999 opuścił rodzinny kraj i wyjechał do Meksyku, gdzie rozpoczął naukę w akademii filmowej Televisy - Centro de Educación Artística (CEA), choć brał lekcje aktorstwa u różnych nauczycieli w Argentynie, Hiszpanii i we Włoszech. Rok później dostał rolę Mauricio w młodzieżowej produkcji Primer amor... a mil por hora. W 2001 odebrał nagrodę Las Palmas de Oro jako najlepszy aktor drugoplanowy.
W grudniu 2017 był na okładce meksykańskiej edycji magazynu „Men’s Health”. W 2019 przyjął rolę Miguela Garzy w telenoweli El Dragon - Powrót Wojownika.
W kwietniu 2022 spekulowano na temat pojawienia się Rulliego w roli Jamesa Bonda.

## Życie prywatne
W 2004 związał się z Cecilią Galliano, którą poślubił 31 grudnia 2007. Razem zagrali w kontrowersyjnej sztuce Twój kot umarł (Tu gato ha muerto), gdzie pojawił się na scenie nago. Mają syna Santiago (ur. 15 stycznia 2010). W kwietniu 2011 małżeństwo zakończyło się rozwodem.
W styczniu 2012 spotykał się z Marianą Seoane. W marcu 2012 związał się z Aracely Arámbula. Wziął ślub 10 czerwca 2012 w Las Vegas. Ich małżeństwo nie miało jednak mocy prawnej w Meksyku. We wrześniu 2013 poinformował za pomocą portalu społecznościowego Twitter, że jego związek z Aracely zakończył się. 7 kwietnia 2014 związał się z aktorką Angelique Boyer, która partnerowała mu po raz pierwszy w telenoweli Teresa.

## Nagrody i nominacje
| Rok  | Nagroda                    | Kategoria                          | Tytuł telenoweli  | Rezultat  |
| ---- | -------------------------- | ---------------------------------- | ----------------- | --------- |
| 2001 | Las Palmas de Oro          | Najlepszy aktor drugoplanowy       | –                 | Wygrana   |
| 2008 | Premios TVyNovelas         | Najlepsza współpraca aktorska      | Sidła namiętności | Nominacja |
| 2010 | ACE Award (Nowy Jork)      | Najlepszy aktor                    | Miłosny nokaut    | Wygrana   |
| 2010 | Premios TVyNovelas         | Najlepsza rola wiodąca             | Miłosny nokaut    | Nominacja |
| 2011 | Premios TVyNovelas         | Najlepsza rola wiodąca             | Teresa            | Nominacja |
| 2011 | Premios People (Hiszpania) | Najlepszy aktor                    | Teresa            | Nominacja |
| 2011 | Premios People (Hiszpania) | Najlepsza para z Angelique Boyer   | Teresa            | Nominacja |
| 2012 | Premios Juventud           | To jest świetne!                   | Prawdziwe uczucie | Wygrana   |
| 2012 | ACE Award (Nowy Jork)      | Najlepszy aktor                    | Teresa            | Wygrana   |
| 2013 | People en Español          | Ranking "50. Najprzystojniejszych" | –                 | Wygrana   |
| 2013 | People en Español          | Najlepszy aktor                    | Prawdziwe uczucie | Nominacja |
| 2013 | People en Español          | Najlepsza para z Eizą González     | Prawdziwe uczucie | Nominacja |
| 2014 | Premios TVyNovelas         | Najlepsza rola wiodąca             | Prawdziwe uczucie | Nominacja |
| 2015 | TVyNovelas                 | Najlepsza rola wiodąca             | Za głosem serca   | Wygrana   |
| 2017 | TVyNovelas                 | Najlepsza rola wiodąca             | Trzy razy Ana     | Wygrana   |

## Filmografia

### Filmy fabularne
- 2001: Primer amor... tres años después (TV) jako Mauricio
- 2004: Rubi... La Descerada (TV) jako Héctor Ferrer Garza (materiały archiwalne)
- 2005: Tres jako Virgilio

### Telenowele / seriale TV
- 1995: Montaña rusa, otra vuelta jako Ignacio
- 1997: Locas por ellos jako Jhonny
- 1997: Naranja y media jako Sebastián
- 1998-2000: Verano del '98 jako Willy
- 2000: Primer amor... tres anos después jako Mauricio
- 2000-2001: Primer amor... a mil por hora jako Mauricio
- 2001: Sin pecado concebido jako Marco Vinicio Martorel Hernández
- 2002: Mujer, casos de la vida real
- 2002: Clase 406 jako Juan Esteban San Pedro
- 2004: Cena marzeń (Rubi) jako Héctor Ferrer Garza
- 2004: Alegrijes y rebujos jako Rogelio Díaz Mercado
- 2005: Contra viento y marea jako Sebastián Cárdenas
- 2006: Mundo de fieras jako Juan Cristóbal
- 2006: Brzydula Betty (Ugly Betty) jako przystojniak/Ojciec Pedro (4 odcinki)
- 2007: Sidła namiętności (Pasión) jako Santiago Márquez
- 2008-2009: Miłosny nokaut (Gancho al Corazón) jako Mauricio Sermeño
- 2010-2011: Kiedy się zakocham... (Cuando me enamoro) jako Roberto Gamba
- 2010-2011: Teresa jako Arturo de la Barrera Azuela
- 2012: Prawdziwe uczucie jako Francisco Guzmán
- 2013-2014: Za głosem serca (Lo que la vida me robó) jako Alejandro Dominguez Almonte
- 2016: Trzy razy Ana (Tres veces Ana) jako Santiago Garcia / Marcelo Salvaterra
- 2017-2018: Papá a toda madre jako Mauricio López-Garza
- od 2019: El Dragon - Powrót Wojownika jako Miguel Garza